# Divadlo Komedie
Divadlo Komedie je divadlo patřící pod Městská divadla pražská. Nachází se v Praze 1 na Novém Městě v Jungmannově ulici.

## Historie

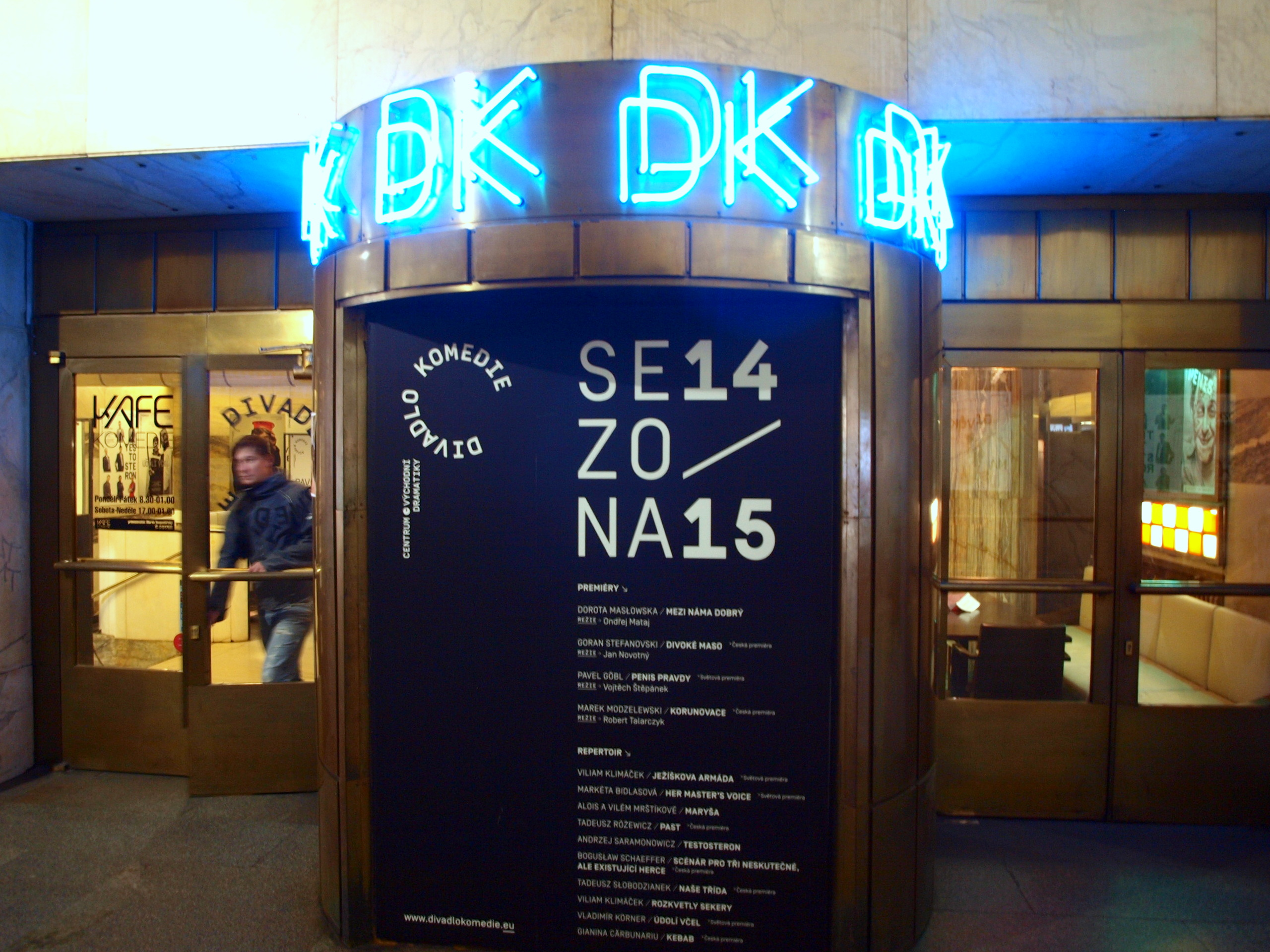
Divadlo Komedie, vstup do divadla z pasáže Vlasty Buriana

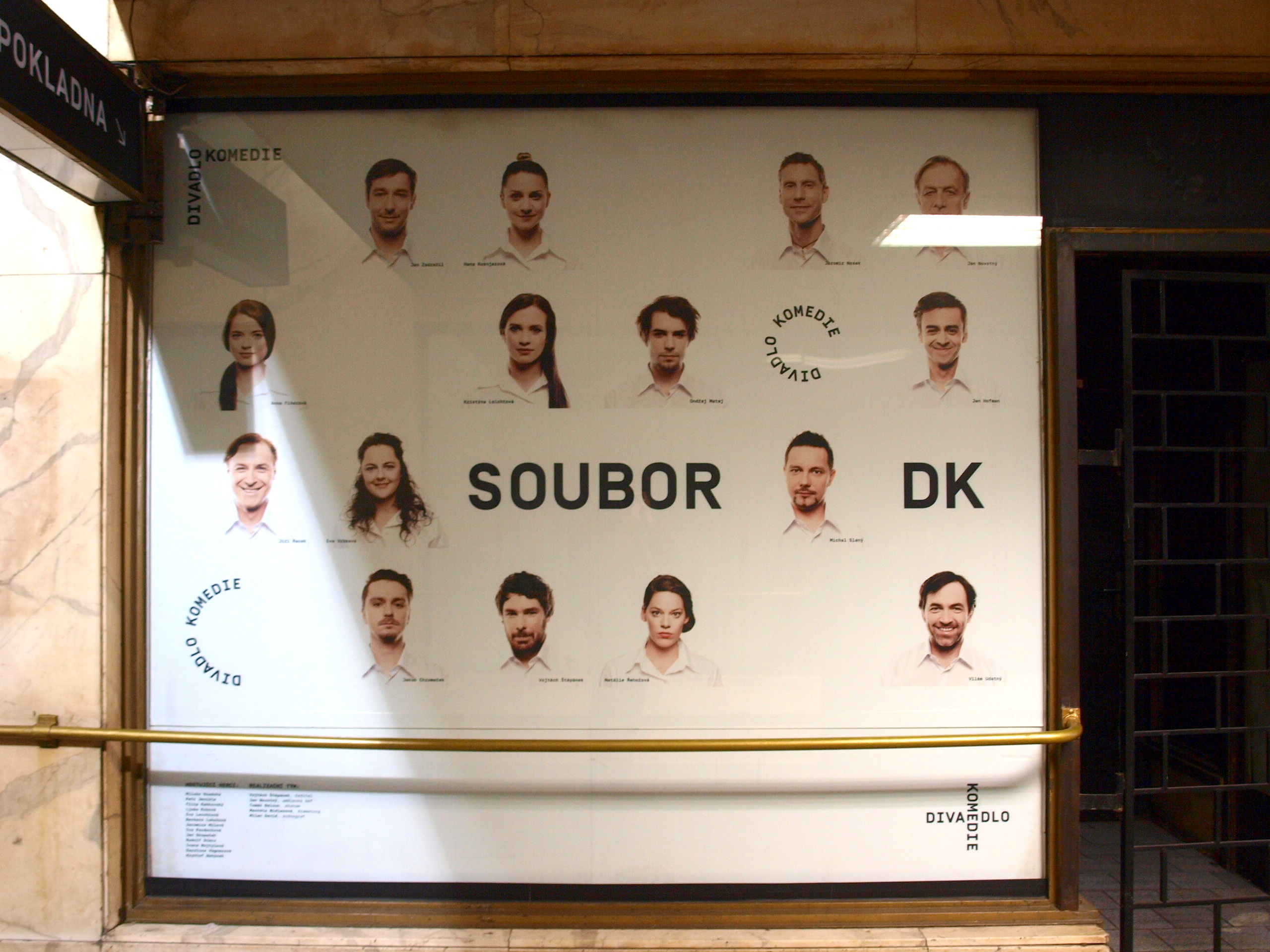
soubor Divadla Komedie, 2015

Mezi třicátými a čtyřicátými lety v budově divadla působil herec Vlasta Burian se svým Divadlem Vlasty Buriana. Od roku 1950 patřilo pod nově založená Městská divadla pražská spolu s divadly Komorním a ABC. V sedmdesátých letech v jeho budově sídlilo Divadlo Jiřího Wolkera, poté bylo uzavřeno a rekonstruováno.
K jeho znovuotevření došlo v sezoně 1991/92, která přinesla umělecké osamostatnění jednotlivých scén MDP a divadlo dále působilo pod názvem Divadlo Ká. Nové vedení Městských divadel pražských v čele s ředitelem Janem Vedralem  a uměleckým šéfem Petrem Paloušem (a následně Jaroslavem Gillarem) zvolilo pro název divadla počáteční písmeno předchozích úspěšných scén MDP (Komedie a Komorní) a repertoárem navázalo na tradici Komorního divadla, které se profilovalo jako dramaturgicky náročné a inscenačně průbojné. Od července 1994 stanuli ve vedení Divadla Komedie  (1994–2002) Michal Dočekal (jako umělecký šéf) a režisér Jan Nebeský. Divadlo přešlo ke svému dřívějšímu názvu a svojí nekonvenční dramaturgií se zařadilo k divácky vyhledávaným osobitým pražským scénám. Dramaturgie vynikala především netradičním pojetím klasických divadelních textů. V roce 1996 scéna získala titul divadlo roku.
V roce 2002 odešel Michal Dočekal do Národního divadla a následným konkurzem na nového provozovatele skončila na dalších bezmála dvacet let éra Divadla Komedie v rámci uskupení Městských divadel pražských.

### Pražské komorní divadlo
Po vypsání konkurzu na obsazení Divadla Komedie zvítězil projekt Pražského komorního divadla. Ředitelem divadla byl režisér Dušan David Pařízek a uměleckým šéfem režisér David Jařab. Pod jejich uměleckým vedením se opět podařilo vybudovat jednu z nejprogresívnějších českých divadelních scén. Repertoár divadla se opíral především o divadelní texty uvedené v české či světové premiéře a soustředil se na okruh představitelů německého a rakouského dramatu (Thomas Bernhard, Werner Schwab nebo Elfriede Jelinek). Divadlo získalo opakovaně titul divadlo roku a jeho umělecká činnost byla hojně oceňována doma i v zahraničí. Nakonec bylo v roce 2012 nuceno ukončit svoji činnost z důvodu neudělení odpovídající výše grantu.

### Divadlo Company
Následovalo výběrové řízení, ve kterém vyhrálo sdružení Divadlo Company.cz (ředitel Vojtěch Štěpánek a umělečtí šéfové Eva Bergerová a Jan Novotný), které v dubnu 2016 odešlo z prostor Divadla Komedie do sálu Divadla Na Prádle. Důvodem odchodu bylo též neudělení odpovídajících finančních prostředků. Umělecký tým Divadla Company.cz  zde realizoval svůj projekt Centra východní dramatiky, přičemž se dramaturgicky zaměřoval na inscenování zcela nových či dosud neobjevených autorů z východních zemí.
Od února 2017 byl sál Divadla Komedie propůjčen souboru Divadla Na zábradlí, neboť na jeho domovské scéně probíhala rekonstrukce.

## Současnost
Od sezóny 2018/2019 je Divadlo Komedie opět součástí Městských divadel pražských. Pod vedením ředitele Dana Přibyla a uměleckého šéfa Michala Dočekala se divadlo zaměřuje na současnou dramatiku a inovativní inscenační postupy. Skladbou programu míří zejména k mladému publiku a pravidelně uvádí díla současných českých i zahraničních autorů. Jeho programovou kurátorkou je Lenka Dombrovská, která se rovněž podílí na inscenační tvorbě scény a pořádala zde řadu výstav výtvarníků nastupující generace i koncertů alternativní hudby. Je rovněž kurátorkou festivalu Nová komedie, který se koná od roku 2019.

## Umístění
Divadlo sídlí ve funkcionalistickém paláci z roku 1930 od architekta Josefa Říhy člena ČŠK Riegel, v němž se dříve nacházela Báňská a hutní společnost, v projektu budovy se rovnou uvažovalo s prostory k pronájmu pro divadlo a klubovnu s šermírnou ČŠK Riegel, na konci bloku ulic Jungmannova a Vladislavova v Pasáži Vlasty Buriana, mezi tramvajovými zastávkami Lazarská a Vodičkova.

## Ocenění
Divadlo získalo několik ocenění, v letech 2007 a 2009 se dočkalo označení divadlo roku.
- Cena Alfréda Radoka, ženský herecký výkon roku 2004 – Daniela Kolářová
- Cena Alfréda Radoka, mužský herecký výkon roku 2006 – Martin Finger
- Cena Alfréda Radoka, mužský herecký výkon roku 2007 – Martin Finger
- Cena Alfréda Radoka, inscenace roku 2007 – Proces
- Cena Alfréda Radoka, mužský herecký výkon roku 2009 – Martin Pechlát
- Cena Thálie, mužský herecký výkon v činohře 2009 – Martin Pechlát
- Cena Alfréda Radoka, ženský herecký výkon roku 2010 – Ivana Uhlířová
- Cena Alfréda Radoka, divadlo roku 2007 a 2009
- Cena MAX, inscenace – Světanápravce